# عبد القادر زيتوني
عبد القادر زيتوني (مواليد 7 يونيو 1981) هو حكم كرة قدم تونسي الأصل من بولينيزيا الفرنسية. شارك في ألعاب المحيط الهادئ 2011، كأس أمم أوقيانوسيا 2012 وكأس أمم أوقيانوسيا 2016.
عمل زيتوني كحكم في الاتحاد الدولي لكرة القدم منذ عام 2012، واختير حكما داعما في كأس القارات 2017 وكأس العالم للأندية 2019.